# Google Pages
Google Pages is een project van Google Labs waarmee in een online webinterface op eenvoudige wijze een website gebouwd kan worden. Dit kon al eerder met bijvoorbeeld Dreamweaver van Adobe en Frontpage van Microsoft, maar deze programma's zijn in tegenstelling tot 'Google Pages' niet gratis te gebruiken. Al deze programma's werken volgens het wysiwyg principe. 
Naast Google Pages zijn er ook andere webinterfaces met dezelfde functie zoals GeoCities van Yahoo! en de websitebuilder van Lycos. Alleen Google Pages onderscheidt zich vooralsnog van deze twee programma's door de mogelijkheid het programma zonder reclame te gebruiken.

## Google Pages gebruiken
Voor het gebruik van Google Pages is een Google Gmail account nodig. Daarna is het mogelijk aan te melden op aanmelden op pages.google.com.
De gebruikers krijgen een maximale opslagruimte van 100 megabytes gratis ter beschikking, met een uploadlimiet van 100 bestanden.